# Condado de Daggett
O Condado de Daggett é um dos 29 condados do Estado norte-americano do Utah. A sede do condado e sua maior cidade é Manila. O condado tem uma área de 1873 km², uma população de 921 habitantes, e uma densidade populacional de 0,5 hab/km² (segundo o censo nacional de 2000). O condado foi fundado em 1918.